# Olesia Zabara
Olesia Aleksandrowna Zabara (z domu Bufałowa) (ros. Олеся Александровна Забара (Буфалова); ur. 6 października 1982) – rosyjska lekkoatletka, trójskoczkini. 
Lekkoatletyczną karierę zaczęła od biegu na 400 metrów przez płotki – w tej konkurencji zajęła 5. miejsce podczas mistrzostw świata kadetów w Bydgoszczy (1999).
W późniejszych latach wyspecjalizowała się w trójskoku – zajęła 5. miejsce na mistrzostwach Europy w 2006 w Göteborgu i 2. miejsce na halowych mistrzostwach Europy w 2007 w Birmingham oraz w 2011 w Paryżu. Złota medalistka mistrzostw Rosji.